# Adeline Gray
Adeline Gray (født 15. januar 1991) er en amerikansk bryder, der konkurrerer i fristil.
Hun repræsenterede USA ved sommer-OL 2016 i Rio de Janeiro , hvor hun blev elimineret i kvartfinalen.
Under sommer-OL 2020 i Tokyo , som blev afholdt i 2021, vandt hun sølv.